# Nati nel 2000/Marzo
| Questa pagina contiene informazioni ricavate automaticamente dalle voci biografiche con l'ausilio del template Bio e di un bot. L'aggiornamento è periodico e automatico e ricostruisce completamente la pagina. Se manca una persona in questa lista, sei pregato di non aggiungerla, ma accertati piuttosto che la sua voce biografica contenga il template Bio e che i dati anagrafici siano correttamente compilati. Se il template Bio manca, inseriscilo tu stesso o, in alternativa, metti l'avviso {{tmp\|Bio}} che ne segnala la mancanza. Se i dati riportati sono sbagliati, correggi direttamente la voce biografica; le modifiche saranno visibili in questa lista entro pochi giorni. Per chiarimenti vedi il progetto biografie. La lista contiene solo le 399 persone che sono citate nell'enciclopedia e per le quali è stato implementato correttamente il template Bio. Pagina aggiornata al 18 ago 2025. |

- 1º marzo - Philippe Almeida Costa, calciatore brasiliano
- 1º marzo - Moisés Andriassi, cestista messicano
- 1º marzo - Devora Avramova, mezzofondista bulgara
- 1º marzo - Riccardo Capellini, calciatore italiano
- 1º marzo - Ja'Marr Chase, giocatore di football americano statunitense
- 1º marzo - Ahmed El-Gendy, pentatleta egiziano
- 1º marzo - Brian Ferrares, calciatore uruguaiano
- 1º marzo - Niklas Hartweg, biatleta svizzero
- 1º marzo - Ahmed Kutucu, calciatore turco
- 1º marzo - Marcelino Núñez, calciatore cileno
- 1º marzo - Colby Sorsdal, giocatore di football americano statunitense
- 1º marzo - Agustín Toledo, calciatore argentino
- 1º marzo - Nika Tomšič, sciatrice alpina slovena
- 1º marzo - Rômulo Zwarg, calciatore brasiliano
- 2 marzo - Pedro Álvaro, calciatore portoghese
- 2 marzo - Darien Butler, giocatore di football americano statunitense
- 2 marzo - Sean Flynn, ciclista su strada, ciclocrossista e mountain biker britannico
- 2 marzo - Marco Frigo, ciclista su strada italiano
- 2 marzo - Wede Kefale, mezzofondista etiope
- 2 marzo - Illan Meslier, calciatore francese
- 2 marzo - Mateu Morey, calciatore spagnolo
- 2 marzo - Vladimir Moskvičëv, calciatore russo
- 2 marzo - Samsondin Ouro, calciatore tedesco
- 2 marzo - Diego Romero Lanz, calciatore uruguaiano
- 2 marzo - Ruben Roosken, calciatore olandese
- 2 marzo - Markus Soomets, calciatore estone
- 2 marzo - Vitalij Syčëv, calciatore russo
- 2 marzo - Lonneke Uneken, ciclista su strada olandese
- 2 marzo - Filip Wetterberg, giocatore di football americano svedese
- 2 marzo - João Vitor Xavier de Almeida, calciatore brasiliano
- 2 marzo - Patrick de Lucca, calciatore brasiliano
- 3 marzo - Samson Akinyoola, calciatore nigeriano
- 3 marzo - Bojan Bojić, calciatore serbo
- 3 marzo - Valerija Demidova, ex sciatrice freestyle russa
- 3 marzo - Lamara Distin, altista giamaicana
- 3 marzo - Anas Farah Ali, calciatore norvegese
- 3 marzo - Alistair Fielding, pistard britannico
- 3 marzo - João Valido, calciatore portoghese
- 3 marzo - Luke Fleurs, calciatore sudafricano († 2024)
- 3 marzo - Malik Heath, giocatore di football americano statunitense
- 3 marzo - Kim Heiduk, ciclista su strada tedesco
- 3 marzo - Jevon Holland, giocatore di football americano canadese
- 3 marzo - Žan Kolmanič, calciatore sloveno
- 3 marzo - Evert Linthorst, calciatore olandese
- 3 marzo - Kenny McIntosh, giocatore di football americano statunitense
- 3 marzo - Júnior Alberto Moreno, calciatore venezuelano
- 3 marzo - Riley Moss, giocatore di football americano statunitense
- 3 marzo - Harnaaz Sandhu, modella indiana
- 3 marzo - Artur Sargsián, lottatore russo
- 3 marzo - Alva Selerud, calciatrice svedese
- 3 marzo - Alex Szőke, lottatore ungherese
- 3 marzo - Silvia Zanardi, pistard e ciclista su strada italiana
- 3 marzo - Nikola Đorić, calciatore serbo
- 4 marzo - Zhang Boheng, ginnasta cinese
- 4 marzo - Dalibor Ilić, cestista bosniaco
- 4 marzo - Melissa Kössler, calciatrice tedesca
- 4 marzo - Kevin Rodríguez, calciatore ecuadoriano
- 4 marzo - Jorge Yriarte, calciatore venezuelano
- 5 marzo - Lucas Alarcón, calciatore cileno
- 5 marzo - Joël Ayayi, cestista francese
- 5 marzo - Gabe Brown, cestista statunitense
- 5 marzo - Gian Casanova, snowboarder svizzero
- 5 marzo - Beatrice Chebet, mezzofondista keniota
- 5 marzo - Víctor Chust, calciatore spagnolo
- 5 marzo - Tomás Cuello, calciatore argentino
- 5 marzo - Karlton Dimanche, cestista francese
- 5 marzo - Morad, rapper spagnolo
- 5 marzo - Anton Eriksson, calciatore svedese
- 5 marzo - Miloš Gordić, calciatore serbo
- 5 marzo - Davide Graz, fondista italiano
- 5 marzo - Elvira Herzog, calciatrice svizzera
- 5 marzo - Jan Carlos Hurtado, calciatore venezuelano
- 5 marzo - Alessandro Izekor, rugbista a 15 italiano
- 5 marzo - Edvin Kurtulus, calciatore svedese
- 5 marzo - Li Wenwen, sollevatrice cinese
- 5 marzo - Francesco Lo Celso, calciatore argentino
- 5 marzo - Kilian Ludewig, calciatore tedesco
- 5 marzo - Christian Makoun, calciatore venezuelano
- 5 marzo - Mark Malyar, nuotatore israeliano
- 5 marzo - Dennis Politic, calciatore rumeno
- 5 marzo - Viktor Popov, calciatore bulgaro
- 5 marzo - Mélanie de Jesus dos Santos, ginnasta francese
- 6 marzo - Jacob Bertrand, attore e doppiatore statunitense
- 6 marzo - Martina Di Centa, fondista italiana
- 6 marzo - Guillaume Diop, ballerino francese
- 6 marzo - Isam Faiz, calciatore marocchino
- 6 marzo - Ivet Goranova, karateka bulgara
- 6 marzo - José Amado Gómez, calciatore argentino
- 6 marzo - Joe Milton, giocatore di football americano statunitense
- 6 marzo - Iliman Ndiaye, calciatore francese
- 6 marzo - Zacch Pickens, giocatore di football americano statunitense
- 6 marzo - Brad Pirioua, calciatore francese
- 6 marzo - Roberts Plūme, slittinista lettone
- 6 marzo - Maddalena Porcarelli, calciatrice italiana
- 6 marzo - Merijn Scheperkamp, pattinatore di velocità su ghiaccio olandese
- 6 marzo - Daphne van Domselaar, calciatrice olandese
- 7 marzo - Diana Adamyan, violinista armena
- 7 marzo - Salar Aghapour, giocatore di calcio a 5 iraniano
- 7 marzo - Alaeddine Zouhir, calciatore tunisino
- 7 marzo - Or Blorian, calciatore israeliano
- 7 marzo - Othman Boussaid, calciatore belga
- 7 marzo - Zach Hemming, calciatore inglese
- 7 marzo - João Pedro Augusto Mourão Costa, calciatore portoghese
- 7 marzo - Daniels Ontužāns, calciatore lettone
- 7 marzo - Ihor Snurnicyn, calciatore ucraino
- 8 marzo - Enoch Adegoke, velocista nigeriano
- 8 marzo - Érik Bodencer, calciatore argentino
- 8 marzo - Jonas David, calciatore tedesco
- 8 marzo - Luca Engstler, pilota automobilistico tedesco
- 8 marzo - Daniel Magnusson, giocatore di curling svedese
- 8 marzo - Moustapha Mbow, calciatore senegalese
- 8 marzo - Adéla Nováková, fondista ceca
- 8 marzo - Danila Prošljakov, calciatore russo
- 8 marzo - Edi Sylisufaj, calciatore svedese
- 8 marzo - Alan Souza, calciatore brasiliano
- 9 marzo - Carter Bradley, giocatore di football americano statunitense
- 9 marzo - SirVocea Dennis, giocatore di football americano statunitense
- 9 marzo - Abdelrahman Elaraby, nuotatore egiziano
- 9 marzo - Drew Kibler, nuotatore statunitense
- 9 marzo - Nika Križnar, saltatrice con gli sci slovena
- 9 marzo - Khaby Lame, senegalese
- 9 marzo - Pedro Neto, calciatore portoghese
- 9 marzo - Sven Mijnans, calciatore olandese
- 9 marzo - Federico Navarro, calciatore argentino
- 9 marzo - Tim Siersleben, calciatore tedesco
- 9 marzo - Mehdi Çoba, calciatore albanese
- 10 marzo - Roko Blažević, cantante croato
- 10 marzo - Nick Bolton, giocatore di football americano statunitense
- 10 marzo - Gennaro Borrelli, calciatore italiano
- 10 marzo - Ilay Elmkies, calciatore israeliano
- 10 marzo - Biram Faye, cestista senegalese
- 10 marzo - Norah Flatley, ginnasta statunitense
- 10 marzo - Oleksij Krutych, tennista ucraino
- 10 marzo - Luke Le Roux, calciatore sudafricano
- 10 marzo - Luca Plogmann, calciatore tedesco
- 10 marzo - Dmytro Macapura, calciatore ucraino
- 10 marzo - BigMama, rapper e cantautrice italiana
- 10 marzo - Railan, calciatore brasiliano
- 10 marzo - Dylan Robert, attore francese
- 10 marzo - Thiago Seyboth Wild, tennista brasiliano
- 11 marzo - Jordan Attah Kadiri, calciatore nigeriano
- 11 marzo - Elías Brítez, calciatore argentino
- 11 marzo - Desirée Carofiglio, ginnasta italiana
- 11 marzo - Yohan Choupas, cestista francese
- 11 marzo - Jusuf Gazibegović, calciatore bosniaco
- 11 marzo - Éva Lacheray, schermitrice francese
- 11 marzo - Gian Nardelli, calciatore argentino
- 11 marzo - Agustín Obando, calciatore argentino
- 11 marzo - Tirso Ornelas, giocatore di baseball messicano
- 11 marzo - Igor Torres, calciatore brasiliano
- 11 marzo - Karolis Uzėla, calciatore lituano
- 11 marzo - Elías Rafn Ólafsson, calciatore islandese
- 12 marzo - Newton Araújo da Costa Júnior, calciatore brasiliano
- 12 marzo - Tjay De Barr, calciatore gibilterriano
- 12 marzo - Alexis Duarte, calciatore paraguaiano
- 12 marzo - Tigist Gezahagn Menigstu, atleta paralimpica etiope
- 12 marzo - Tom Holmes, calciatore inglese
- 12 marzo - Scottie Lewis, cestista statunitense
- 12 marzo - Andy Pelmard, calciatore francese
- 12 marzo - Alessandro Plizzari, calciatore italiano
- 12 marzo - An Qixuan, arciera cinese
- 12 marzo - Benjamin Hvidt, calciatore danese
- 12 marzo - Søren Wærenskjold, ciclista su strada norvegese
- 12 marzo - Yang Xiaolei, arciera cinese
- 12 marzo - Kolbeinn Þórðarson, calciatore islandese
- 13 marzo - Adrian Gîdea, calciatore rumeno
- 13 marzo - Théo Lopez, sciatore alpino francese
- 13 marzo - Ashley Moloney, multiplista australiano
- 13 marzo - Nicolò Mozzato, ginnasta italiano
- 13 marzo - José Neris, calciatore uruguaiano
- 13 marzo - Kibe, calciatore brasiliano
- 13 marzo - Łukasz Poręba, calciatore polacco
- 13 marzo - Anna Schilcher, sciatrice alpina austriaca
- 13 marzo - Wesley Gasolina, calciatore brasiliano
- 13 marzo - Daniel Ściślak, calciatore polacco
- 14 marzo - Ignacio Aliseda, calciatore argentino
- 14 marzo - Jan Boller, calciatore tedesco
- 14 marzo - Billal Brahimi, calciatore francese
- 14 marzo - Federica Carletti, pallavolista italiana
- 14 marzo - Tomče Grozdanovski, calciatore macedone
- 14 marzo - Marsel Ismajlgeci, calciatore albanese
- 14 marzo - Ben Lhassine Kone, calciatore ivoriano
- 14 marzo - Jade Loville, cestista statunitense
- 14 marzo - Henning Matriciani, calciatore tedesco
- 14 marzo - Sebastián Meza, calciatore argentino
- 14 marzo - Nathan Ngoumou, calciatore francese
- 14 marzo - Jordan Petaia, rugbista a 15 australiano
- 14 marzo - Mujaid Sadick, calciatore spagnolo
- 14 marzo - Stephen Schumann, combinatista nordico statunitense
- 14 marzo - Rebecca Smith, nuotatrice canadese
- 14 marzo - David Tomassini, calciatore sammarinese
- 14 marzo - Fabiano Josué de Souza Silva, calciatore brasiliano
- 15 marzo - José Alvarado, calciatore messicano
- 15 marzo - Il'ja Berkovskij, calciatore russo
- 15 marzo - Nick Bätzner, calciatore tedesco
- 15 marzo - Vitinha, calciatore portoghese
- 15 marzo - Mick van Dijke, ciclista su strada olandese
- 15 marzo - Tim van Dijke, ciclista su strada e ciclocrossista olandese
- 15 marzo - Darius Johnson, calciatore grenadino
- 15 marzo - Arthur Kluckers, ciclista su strada e ciclocrossista lussemburghese
- 15 marzo - Kristian Kostov, cantante, musicista e modello bulgaro
- 15 marzo - Sebastián Medina, calciatore argentino
- 15 marzo - Anita Muraro, hockeista su ghiaccio italiana
- 15 marzo - Dilan Ortíz, calciatore colombiano
- 15 marzo - Diego Pampín, calciatore spagnolo
- 15 marzo - Teagan Quitoriano, giocatore di football americano statunitense
- 16 marzo - Justin Baas, calciatore filippino
- 16 marzo - Kierstan Bell, cestista statunitense
- 16 marzo - Victor Guernalec, ciclista francese
- 16 marzo - Umut Güneş, calciatore tedesco
- 16 marzo - Ashley Joens, cestista statunitense
- 16 marzo - Rahul Kannoly Praveen, calciatore indiano
- 16 marzo - Dominik Kother, calciatore tedesco
- 16 marzo - Vladislav Lavskyj, altista ucraino
- 16 marzo - Kira Lewis, cestista statunitense
- 16 marzo - Fernando Lindez, attore e modello spagnolo
- 16 marzo - Jevhen Marusjak, saltatore con gli sci ucraino
- 16 marzo - Isaiah Parente, calciatore statunitense
- 16 marzo - Sara Rask, sciatrice alpina svedese
- 16 marzo - Sebastian Schjerve, sciatore freestyle norvegese
- 16 marzo - Jalen Smith, cestista statunitense
- 16 marzo - Lewis Smith, calciatore scozzese
- 16 marzo - Cole Turner, giocatore di football americano statunitense
- 17 marzo - Mostafa Shobeir, calciatore egiziano
- 17 marzo - Malik Batmaz, calciatore tedesco
- 17 marzo - Tyson Campbell, giocatore di football americano statunitense
- 17 marzo - Molly Caudery, astista britannica
- 17 marzo - Cameron Das, pilota automobilistico statunitense
- 17 marzo - Keum Ji-hyeon, tiratore a segno sudcoreana
- 17 marzo - Iōannīs Kōstī, calciatore cipriota
- 17 marzo - Nicolas Madsen, calciatore danese
- 17 marzo - Aleksandr Milanin, combinatista nordico russo
- 17 marzo - David Ojabo, giocatore di football americano nigeriano
- 17 marzo - Elena Pietrini, pallavolista italiana
- 17 marzo - Virgiliu Postolachi, calciatore moldavo
- 17 marzo - Shin Jin-seo, goista sudcoreano
- 17 marzo - Jaylin Simpson, giocatore di football americano statunitense
- 17 marzo - Kaito Sugimoto, ginnasta giapponese
- 17 marzo - Timur Sulejmanov, calciatore russo
- 18 marzo - Redon Dragoshi, calciatore albanese
- 18 marzo - Jesse Edwards, cestista olandese
- 18 marzo - Fabrizio Gironi, pallavolista italiano
- 18 marzo - Carl Gustafsson, calciatore svedese
- 18 marzo - Jure Planinić, cestista croato
- 18 marzo - Aníbal Vega, calciatore brasiliano
- 18 marzo - Kazu, calciatore brasiliano
- 19 marzo - Niccolò Corrado, calciatore italiano
- 19 marzo - Simone Ghidotti, calciatore italiano
- 19 marzo - Alexandra Jóhannsdóttir, calciatrice islandese
- 19 marzo - Rafael Melo, calciatore uruguaiano
- 19 marzo - Ivan Milosavljević, calciatore serbo
- 19 marzo - Jokin Murguialday, ciclista su strada e ciclocrossista spagnolo
- 19 marzo - Diego Orecchioni, sciatore alpino francese
- 19 marzo - Lucas Lund Pedersen, calciatore danese
- 19 marzo - Su Weide, ginnasta cinese
- 19 marzo - Michael Woods II, giocatore di football americano statunitense
- 20 marzo - Barbra Banda, calciatrice zambiana
- 20 marzo - Kieran Freeman, calciatore scozzese
- 20 marzo - Calvin Harris, calciatore inglese
- 20 marzo - Nicola Kuhn, tennista tedesco
- 20 marzo - Hafsanur Sancaktutan, attrice turca
- 20 marzo - Wu Shaocong, calciatore cinese
- 21 marzo - Chase Brown, giocatore di football americano canadese
- 21 marzo - Aurora De Sanctis, calciatrice italiana
- 21 marzo - Matthew Longstaff, calciatore inglese
- 21 marzo - Becky Massey, cestista belga
- 21 marzo - Billie Massey, cestista belga
- 21 marzo - Jace Norman, attore e produttore televisivo statunitense
- 21 marzo - Reggie Perry, cestista statunitense
- 21 marzo - Quinten Post, cestista olandese
- 21 marzo - Tommy Richman, cantante statunitense
- 21 marzo - Slobodan Rubežić, calciatore serbo
- 21 marzo - Ramiro Ruiz Rodríguez, calciatore argentino
- 21 marzo - Anda Upīte, slittinista lettone
- 21 marzo - Lorenzo Zurzolo, attore italiano
- 22 marzo - Giuseppe Aurelio, calciatore italiano
- 22 marzo - Pawat Chittsawangdee, attore thailandese
- 22 marzo - Jahan Dotson, giocatore di football americano statunitense
- 22 marzo - Alexander Díaz, calciatore argentino
- 22 marzo - Antonio Galeano, calciatore paraguaiano
- 22 marzo - Sam Griesel, cestista tedesco
- 22 marzo - Jonas Hilti, calciatore liechtensteinese
- 22 marzo - Luca Orellano, calciatore argentino
- 22 marzo - Trivante Stewart, calciatore giamaicano
- 23 marzo - Elliot Bonds, calciatore guyanese
- 23 marzo - Kirill Borodačëv, schermidore russo
- 23 marzo - Treylon Burks, giocatore di football americano statunitense
- 23 marzo - Andre Cisco, giocatore di football americano statunitense
- 23 marzo - Houssem Eddine Mrezigue, calciatore algerino
- 23 marzo - Breana Edwards, pallavolista statunitense
- 23 marzo - Kassim Hadji, calciatore comoriano
- 23 marzo - Svetozar Marković, calciatore serbo
- 23 marzo - Bamba Dieng, calciatore senegalese
- 23 marzo - Annick Meijers, pallavolista olandese
- 23 marzo - Kenneth Comfort Mwambu, giocatore di badminton ugandese
- 23 marzo - Ruan Oliveira, calciatore brasiliano
- 23 marzo - Geolier, rapper italiano
- 23 marzo - Facundo Tobares, calciatore argentino
- 23 marzo - Amee, attrice e cantante vietnamita
- 23 marzo - Lara Wolf, sciatrice freestyle austriaca
- 24 marzo - Kelvin Boateng, calciatore ghanese
- 24 marzo - Elysia Bolton, tennista statunitense
- 24 marzo - Motive, rapper turco
- 24 marzo - Chris Collier, giocatore di football americano statunitense
- 24 marzo - Rommell Ibarra, calciatore venezuelano
- 24 marzo - Daniel Restrepo, tuffatore colombiano
- 24 marzo - Ferddy Roca, calciatore boliviano
- 24 marzo - Benjamín Rollheiser, calciatore argentino
- 24 marzo - Walter Wallberg, sciatore freestyle svedese
- 24 marzo - Duane Washington, cestista tedesco
- 24 marzo - Emma Zapletalová, ostacolista e velocista slovacca
- 24 marzo - Gastón Álvarez, calciatore uruguaiano
- 25 marzo - Déiber Caicedo, calciatore colombiano
- 25 marzo - Marta Jaskulska, ciclista su strada e pistard polacca
- 25 marzo - Ozan Kabak, calciatore turco
- 25 marzo - Mohammed Al-Naimi, calciatore qatariota
- 25 marzo - Mateo Leš, calciatore croato
- 25 marzo - Ricardo Matos, calciatore portoghese
- 25 marzo - Tom McGill, calciatore canadese
- 25 marzo - Nūrbergen Nūrlyhasym, ex ciclista su strada kazako
- 25 marzo - Ivor Pandur, calciatore croato
- 25 marzo - Danil Prucev, calciatore russo
- 25 marzo - Sha'Carri Richardson, velocista statunitense
- 25 marzo - Rocco Romeo, calciatore canadese
- 25 marzo - Jadon Sancho, calciatore inglese
- 25 marzo - Elena Vella, cestista italiana
- 26 marzo - Ali Olwan, calciatore giordano
- 26 marzo - Candela Andújar, ex calciatrice spagnola
- 26 marzo - Costinha, calciatore portoghese
- 26 marzo - Nina Derwael, ginnasta belga
- 26 marzo - Greg Dulcich, giocatore di football americano statunitense
- 26 marzo - Jibek Kulambaeva, tennista kazaka
- 26 marzo - Gefen Primo, judoka israeliana
- 26 marzo - Salis Abdul Samed, calciatore ghanese
- 26 marzo - Emily Schöpf, sciatrice alpina austriaca
- 26 marzo - Fausto Vera, calciatore argentino
- 26 marzo - Hina Yōmiya, doppiatrice giapponese
- 27 marzo - Miguel Baeza, calciatore spagnolo
- 27 marzo - Halle Bailey, attrice e cantautrice statunitense
- 27 marzo - Gaspar Campos, calciatore spagnolo
- 27 marzo - Francesca Cosi, pallavolista italiana
- 27 marzo - Enis Fazlagiḱ, calciatore macedone
- 27 marzo - Ewan Henderson, calciatore scozzese
- 27 marzo - Juho Hyvärinen, calciatore finlandese
- 27 marzo - Jaylin Lindsey, calciatore statunitense
- 27 marzo - Elijah Moore, giocatore di football americano statunitense
- 27 marzo - Sophie Nélisse, attrice canadese
- 27 marzo - Óscar Rivas, calciatore spagnolo
- 27 marzo - Pelayo Sánchez, ciclista su strada spagnolo
- 27 marzo - Nora Sanness, fondista norvegese
- 27 marzo - Bernardo Martins Sousa, calciatore portoghese
- 27 marzo - Norbert Szendrei, calciatore ungherese
- 28 marzo - Bilal Brahimi, calciatore francese
- 28 marzo - Francisco Duarte, calciatore uruguaiano
- 28 marzo - Ágúst Hlynsson, calciatore islandese
- 28 marzo - Anna Hoffmann, saltatrice con gli sci statunitense
- 28 marzo - Raí Lopes, calciatore brasiliano
- 28 marzo - Lu Yufei, ginnasta cinese
- 28 marzo - Chris Richards, calciatore statunitense
- 28 marzo - Denislav Stančev, calciatore bulgaro
- 28 marzo - Callum Styles, calciatore ungherese
- 28 marzo - Aleyna Tilki, cantante turca
- 28 marzo - Channing Tindall, giocatore di football americano statunitense
- 28 marzo - Bruno da Silva Costa, calciatore brasiliano
- 28 marzo - Taylon, calciatore brasiliano
- 29 marzo - Wilinton Aponzá, calciatore colombiano
- 29 marzo - Brian Asamoah, giocatore di football americano statunitense
- 29 marzo - Lil Jolie, cantautrice italiana
- 29 marzo - Gonzalo Córdoba, calciatore argentino
- 29 marzo - Klaudia Domaradzka, slittinista polacca
- 29 marzo - Gabriel Chapecó, calciatore brasiliano
- 29 marzo - Jireel, cantante e rapper angolano
- 29 marzo - Aljoša Matko, calciatore sloveno
- 29 marzo - Juan Manuel Sanabria, calciatore uruguaiano
- 29 marzo - Alina Tararyčenkova, skeletonista russa
- 30 marzo - Gustavo Assunção, calciatore brasiliano
- 30 marzo - Moïse Bombito, calciatore canadese
- 30 marzo - Boris Enow, calciatore camerunese
- 30 marzo - Diamanto Evripidou, ginnasta cipriota
- 30 marzo - Nicolas Gestin, canoista francese
- 30 marzo - Colton Herta, pilota automobilistico statunitense
- 30 marzo - Leonardo Lelo, calciatore portoghese
- 30 marzo - Kwenzokuhle Shinga, calciatore sudafricano
- 30 marzo - Alex Tolio, ciclista su strada italiano
- 30 marzo - Nathan Vandepitte, ciclista su strada francese
- 30 marzo - Elisabetta Vandi, velocista italiana
- 30 marzo - Max Warmerdam, scacchista olandese
- 30 marzo - Dan Williamson, canottiere neozelandese
- 31 marzo - Merve Atlıer, pallavolista turca
- 31 marzo - Giulian Biancone, calciatore francese
- 31 marzo - Lautaro Centurión, calciatore argentino
- 31 marzo - Alastair Chalmers, ostacolista britannico
- 31 marzo - Ruby Cruz, attrice statunitense
- 31 marzo - Javon Foster, giocatore di football americano statunitense
- 31 marzo - Kamil Kruk, calciatore polacco
- 31 marzo - Lars Lukas Mai, calciatore tedesco
- 31 marzo - Antonino Sabatino, cestista italiano
- 31 marzo - Matteo Scattaretico, attore italiano
- 31 marzo - Rait Ärm, ciclista su strada e ciclocrossista estone